# Jamie (cantante)
Park Ji-min (Daejeon, 5 de julio de 1997), conocida como Jamie, es una cantautora y presentadora de televisión surcoreana. Es conocida por ganar el concurso K-pop Star Season 1 y por haber sido integrante del dúo 15&. Es presentadora del programa de variedades After School Club.

## Biografía
Park nació el 5 de julio de 1997 en Daejeon. Vivió en Tailandia durante siete años y fue a la Escuela Internacional de Jardines de Bangkok, donde era conocida como Jamie. Fue participante en el popular programa de talentos, K-pop Star, en el cual los jueces fueron los «Big Three» (SM, YG, JYP). Se graduó de la Escuela de Artes Escénicas Hanlim junto con su compañera Baek Ye-rin, así como su compañero de compañía Yugyeom de Got7 en 2016.

## Carrera

### 2011-2014:K-pop Stary 15&
En 2011, Park se convirtió en concursante de K-pop Star y ganó el primer lugar de la competencia. Después de ganar, se le otorgó la oportunidad de firmar con YG Entertainment, SM Entertainment o JYP Entertainment. El 21 de mayo, SBS informó que había decidido firmar con JYP Entertainment. Según lo prometido, Jimin y Lee Ha-yi recibieron cada una un nuevo Hyundai i40 y i30 como ganadora y finalista de K-pop Star. Además, Park también recibió 300 millones de wones (257 400 dólares), fue seleccionada en un drama y también se le dio la oportunidad de firmar un contrato como modelo de CF.
Del 24 al 26 de agosto, Park, junto con la segunda finalista de K-pop Star, Lee Ha-yi, fueron invitadas para el evento de Samsung Galaxy S3 y Smart Air Condition Q - All That Skate 2012 que tuvo lugar en el Estadio de Gimnasia del Parque Olímpico de Seúl. Para el evento, las chicas se reunieron al final, cantando «We Found Love» de Rihanna complementado con las actuaciones sobre hielo de Alekséi Yagudin, Joannie Rochette, Stéphane Lambiel, Patrick Chan, Brian Joubert y otros patinadores.
El 19 de septiembre de 2012, la cantante anunció que debutaría como parte de un dúo junto con Baek Ye-rin. El 5 de octubre, el primer videoclip de 15&, «I Dream», fue lanzado en YouTube. El 7 de octubre, debutaron en el escenario de Inkigayo con «I Dream». En 2014, Park se convirtió en coanfitriona de After School Club de Arirang TV.[cita requerida]

### 2015-presente: Debut en solitario y otras actividades
El 31 de marzo de 2015, Park Jin-young reveló que Park haría su debut en solitario. Ella lanzó su sencillo debut «Hopeless Love» el 5 de abril bajo el nombre de Jimin Park e hizo su debut en el escenario de K-pop Star 4 en el mismo día. El 19 de mayo de 2015, el grupo de productores Sweetune reveló que Park y Eric Nam lanzarían un dúo llamado «Dream» para Charity Project. La canción fue lanzada el 28 de mayo de 2015.
El 14 de agosto de 2015, Park anunció que había formado un grupo proyecto con Seungyoun de UNIQ y el rapero Nathan. El nombre del trío se reveló más tarde como M.O.L.A (Make Our Life Awesome), y lanzaron su primera canción, «My Way», el 20 de agosto. Su segunda canción, «Trick or Treat», fue lanzada el 31 de octubre, donde Jimin hizo su segunda aparición como rapera.[cita requerida] El 15 de agosto de 2016, J.Y. Park lanzó un teaser a través de Instagram y Twitter de que Park volvería con un miniálbum llamado 19 to 20, junto con el sencillo «Try» lanzado el 23 de agosto de 2016. Afirmó que 19 to 20 es sobre «su historia» y esperaba que sus fanáticos pudieran conectarse mejor con ella y forjar una relación más fuerte con su primer álbum auto-compuesto.
El 4 de septiembre de 2018, lanzó su segundo EP Jiminxjamie, donde participó en la composición para la mayoría de las canciones. Tras el vencimiento de su contrato de siete años con JYP Entertainment, Jimin dejó la compañía el 6 de agosto de 2019. El 21 de abril de 2020, se anunció que había firmado un contrato exclusivo con Warner Music Korea y que su nombre artístico sería Jamie.

## Filantropía
En octubre de 2012, Park donó 50 millones de wones (45 000 dólares) a Hanbit Performing Arts Company para músicos ciegos. Ella se interesó en el programa después de reunirse con la concursante de K-pop Star, Kim Soo-hwan, quien actualmente asiste a la Hanbit Performing Arts Company. Park compartió: «La Hanbit Performing Arts Company alberga jóvenes estudiantes de la escuela primaria, así como artistas profesionales. Aunque son ciegos, son músicos que actúan con un talento increíble. Quiero ser, al menos, una pequeña ayuda para aquellos que tienen el mismo amor por la música que yo tengo». También donó 50 millones de wones (45 000 dólares) a World Vision.
El 28 de mayo de 2015, Park colaboró con el cantante Eric Nam en la canción, «Dream», producida por Sweetune. Revelaron que todos los beneficios obtenidos de la canción serían donados a obras de caridad.

## Discografía
EPs
- 2016: 19 to 20
- 2018: jiminxjamie

## Filmografía

### Dramas
| Año  | Título       | Cadena      | Papel                   | Notas                       |
| ---- | ------------ | ----------- | ----------------------- | --------------------------- |
| 2015 | Dream Knight | Youku Tudou | Fan de Jinyoung de Got7 | Drama sino-coreano en línea |

### Programas de televisión
| Año  | Título              | Cadena | Notas                                                                          |
| ---- | ------------------- | ------ | ------------------------------------------------------------------------------ |
| 2011 | K-pop Star Season 1 | SBS    | Concursante                                                                    |
| 2016 | Duet Song Festival  | MBC    | Concursante; dueto con Jung Young-yoon (Episodios 23–24)                       |
| 2017 | King of Mask Singer | MBC    | Concursó como «Listen to My Song and Applaud It Baby Seal» (Episodios 109–110) |

## Premios y nominaciones
| Año  | Premio                  | Categoría              | Trabajo nominado | Resultado |
| ---- | ----------------------- | ---------------------- | ---------------- | --------- |
| 2015 | 25th Seoul Music Awards | Premio Bonsang         | Hopeless Love    | Nominada  |
| 2015 | 25th Seoul Music Awards | Premio de popularidad  | Hopeless Love    | Nominada  |
| 2015 | 25th Seoul Music Awards | Premio especial Hallyu | Hopeless Love    | Nominada  |